# 仙台大学の人物一覧
仙台大学の人物一覧は仙台大学に関係する人物の一覧記事。

## 教職員
- 坪井俊樹（体育学部体育学科講師、硬式野球部コーチ、元プロ野球選手）
- 佐藤修（体育学部スポーツ情報マスメディア学科教授、元東北放送アナウンサー）
- 南條充寿（体育学部現代武道学科教授、柔道部総監督）
- 永井和恵（女子柔道部監督）
- 田中智仁（体育学部現代武道学科准教授）
- 金田詳徳（体育学部体育学科准教授）
- 齋藤長行（体育学部スポーツ情報マスメディア学科教授）
- 向井正剛（仙台大学学長、Jリーグ創設認可、JOC初代事務局長）

## 出身者

### スポーツ

#### 野球
- 熊原健人（東北楽天ゴールデンイーグルス）
- 馬場皐輔（読売ジャイアンツ）
- 大関友久（福岡ソフトバンクホークス）
- 佐藤優悟（福島レッドホープス）
- 宇田川優希（オリックス・バファローズ）
- 佐野如一（オリックス・バファローズ）
- 川村友斗（福岡ソフトバンクホークス）
- 辻本倫太郎 （中日ドラゴンズ）
- 相原雄太（福岡ソフトバンクホークス）
- 斎藤智也（高校野球指導者）
- 橘田恵（野球選手）

#### サッカー
- 赤井秀一
- 池上礼一
- 伊藤壇
- 岩渕弘人
- 内舘秀樹
- 榎本大滉
- 大橋良隆
- 奥埜博亮
- 川上盛司
- 草野修治
- 齋藤恵太
- 佐藤大介（フィリピン代表）
- 堺俊暉
- 嵯峨理久
- 菅井拓也
- 杉田祐希也
- 武部洸佑
- 千葉修
- 芳賀博信（中退）
- 蓮沼翔太
- 蜂須賀孝治
- 古川毅(J２徳島コーチ・日本サッカー協会公認S級コーチ)
- 細川淳矢
- 西谷優希（中退）
- 嶺岸光（フィリピン代表）
- 箕輪義信（日本代表）
- 渡辺由一（日本代表）
- 平山相太（日本代表、現仙台大学サッカー部監督）
- 山田満夫
- 澤昌克（中退）
- 松尾佑介
- 石尾陸登
- 得能草生
- 高橋勇菊(J3八戸ヘッドコーチ・日本サッカー協会公認S級コーチ)

#### スノーボード
- 鶴岡剣太郎（スノーボードアルペン選手、2006年トリノオリンピック日本代表）
- 中村優花（在学中、スノーボード選手、北京オリンピック日本代表）

#### スケルトン
- 稲田勝（2002年ソルトレークシティ、2006年トリノオリンピック日本代表）
- 越和宏（2002年ソルトレークシティ、2006年トリノ、2010年バンクーバーオリンピック日本代表）
- 小室希（2010年バンクーバー、2014年ソチオリンピック日本女子代表）
- 高橋弘篤（2014年ソチオリンピック日本代表）
- 小口貴子（2018年平昌オリンピック日本代表）

#### ボブスレー
- 鈴木寛（1994年リレハンメル、1998年長野、2002年ソルトレイクシティ、2010年バンクーバーオリンピック日本代表）
- 武田雄爾（1984年サラエボ、1988年カルガリーオリンピック日本代表）
- 竹脇直巳（1998年カルガリー、1992年アルベールビル、1994年リレハンメル、1998年長野オリンピック日本代表）
- 土井川真二（2002年ソルトレークシティ、2010年バンクーバーオリンピック日本代表）
- 黒岩俊喜（2014年ソチオリンピック日本代表）

#### 陸上
- 佐藤光浩（2004年アテネオリンピック400m、4x400mリレー日本代表）
- 菅原新
- 加藤有希子（パラリンピック日本代表、パラ陸上競技砲丸投げ世界記録保持者）

#### バスケットボール
- 佐藤真哉（プロバスケットボール選手）
- 佐藤文哉（プロバスケットボール選手）
- 菅野恭子（バスケットボール選手）

#### 体操
- 山本さとみ（体操ユニバーシアード日本代表）
- 植松鉱治（2010世界選手権大会日本代表）
- 亀山耕平（2020東京オリンピック日本代表）
- 南一輝（2023世界選手権大会日本代表）

#### ボート
- 大同秀憲
- 西村光生

#### その他スポーツ
- 小原工（トライアスロン選手）
- 小山恵生（ラグビー選手）
- 田中美衣（柔道選手、柔道世界選手権女子63kg級日本代表）
- 安野努（スポーツトレーナー）

### 芸能
- あかつ（お笑い芸人）
- ぺえ（タレント）
- 累央（俳優）

### その他
- 鳥羽周作（料理人、実業家）